# Анатолики-Самос
Анатолики́-Са́мос (Восточный Самос, греч. Δήμος Ανατολικής Σάμου) — община (дим) в Греции на востоке острова Самосе в Эгейском море в периферийной единице Самос в периферии Северные Эгейские острова. Население 20 513 жителей по переписи 2011 года. Площадь 289,815 квадратных километров. Плотность 70,78 человек на квадратный километр. Административный центр — Самос, исторический центр — Питагорион. Димархом на местных выборах 2019 года избран Стандзос Еорьос (Στάντζος Γεώργιος).
Община создана 9 марта 2019 года (ΦΕΚ 43Α).

Карта общины:
1 — Вати
2 — Питагорион

Община (дим) Анатолики-Самос делится на 2 общинные единицы.